# Heren XIX
De Heren XIX (ook: Heeren XIX) vormden het bestuur van de West-Indische Compagnie (WIC). Dit bestuur werd gevormd door afgevaardigden van de in de WIC deelnemende kamers, plus een afgevaardigde namens de Staten Generaal.
Amsterdam had acht afgevaardigden, en Zeeland vier. De kamers van Maze, Noorderkwartier en Stad en Lande hadden ieder twee afgevaardigden.
De Heren XIX kwamen afwisselend zes jaar achtereen in Amsterdam bijeen, en dan twee jaar in Middelburg. Bij de Tweede West-Indische Compagnie werden de Heren XIX vervangen door een bestuur van 10 leden, de Heren X.